# المعبد الروماني بباجة
المعبد الروماني هو معلم أثري تونسي مصنف من قبل المعهد الوطني للتراث  يقع في ولاية باجة في الشمال الغربي التونسي، تحديدا في البوية تم تصنيف المعلم في يوم 8 مايو 1895.

## مقالات ذات صلة
- قائمة المعالم الأثرية المصنفة في تونس